# Thousands of Covers Disc1
『Thousands of Covers Disc1』（サウザンド・オブ・カバーズ・ディスク1）は、日本の女性歌手、広瀬香美の初のカバー・アルバム。1997年8月21日に、ビクターエンタテインメントからリリースされた。

## 収録曲
1. シーズン・イン・ザ・サン (4:46)
  - TUBEのカバー曲。中シゲヲ+Sanoponn編曲。
2. カリフォルニアの青い空（It Never Rains In Southern California） (3:37)
  - アルバート・ハモンドのカバー曲。白井良明編曲。
  - 日産・セフィーロワゴンCMタイアップ曲。
  - シングル「夏だモン」カップリング曲。
3. いとしのエリー (5:11) 
  - サザンオールスターズのカバー曲。屋敷豪太編曲。
4. う・ふ・ふ・ふ (3:22)
  - EPOのカバー曲。近田春夫編曲。
5. Cruising for Bruising（英語版） (6:35)
  - バーシアのカバー曲。高木完編曲。
6. 星影の小径 (4:42)
  - 小畑実のカバー曲。coba編曲。
7. 天空 (5:08) 
  - フェイ・ウォンのカバー曲。斉藤恒芳編曲。
8. 大都会 (5:17)
  - クリスタルキングのカバー曲。東京スカパラダイスオーケストラ編曲。
9. ここに幸あり (3:23)
  - 大津美子のカバー曲。ASA-CHANG&ホーカーズ編曲。
10. 真夜中のドア〜Stay With Me（Dub Vox） (5:07)
  - 松原みきのカバー曲。ランキン・タクシー編曲。
11. さよなら夏の日 (5:18)
  - 山下達郎のカバー曲。朝川朋之編曲。